# 34619 Swagat
34619 Swagat este o planetă minoră (asteroid), cu un diametru de 5,454 km, din centura de asteroizi. A fost descoperită pe 24 octombrie 2000 la Experimental Test Site⁠(d) de Lincoln Near-Earth Asteroid Research. 
Obiectul prezintă o orbită caracterizată de o semiaxă mare de 2,9745321 UAi, o excentricitate de 0,04, o înclinație de 9,95067 ° în raport cu ecliptica.